# Coccothrinax acunana
Coccothrinax acunana är en enhjärtbladig växtart som beskrevs av Leon. Coccothrinax acunana ingår i släktet Coccothrinax och familjen Arecaceae. Inga underarter finns listade i Catalogue of Life.